# 巴特爾索 (伊利諾伊州)
巴特爾索（英語：Bartelso）是位於美國伊利諾伊州克林頓縣的一個村落。

## 地理
巴特爾索的座標為38°32′12″N 89°27′58″W / 38.53667°N 89.46611°W，而該地最高點為海拔高度137米（即449英尺）。

## 人口
根據2010年美國人口普查的數據，巴特爾索的面積為1.12平方千米，當中陸地面積為1.12平方千米，而水域面積為0.00平方千米。當地共有人口595人，而人口密度為每平方千米531人。